# FTP-klient
En FTP-klient är ett datorprogram som använder sig av filöverförings-protokollet FTP till att ansluta till en FTP-server.
Nästan alla webbläsare klarar av att agera som FTP-klienter, men oftast inte med alla möjligheter som en specialgjord FTP-klient har. Det som oftast märkbart saknas är möjligheten att överföra filer från klienten till servern.